# Long John Silver
Long John Silver ist eine fiktive Piratengestalt aus dem Roman Die Schatzinsel von Robert Louis Stevenson. Auf dem Schiff Walrus von Captain Flint diente der einbeinige Silver als Steuermannsmaat (im Original quartermaster). Er steht in dem Ruf, die einzige Person zu sein, vor der sich Captain Flint gefürchtet hatte. Auf der Hispaniola, dem Expeditionsschiff der Reise zur Schatzinsel, heuert er später als Schiffskoch an.

## Die Schatzinsel
Zum Zeitpunkt der Romanhandlung von Die Schatzinsel ist Silver ca. 50 Jahre alt. Er hat unter dem Piratenkapitän Edward England 900 Pfund und unter Captain Flint 2000 Pfund Beute gemacht und u. a. im Gasthaus Zum Fernrohr in der englischen Hafenstadt Bristol angelegt, das er mit seiner schwarzen Ehefrau führt.

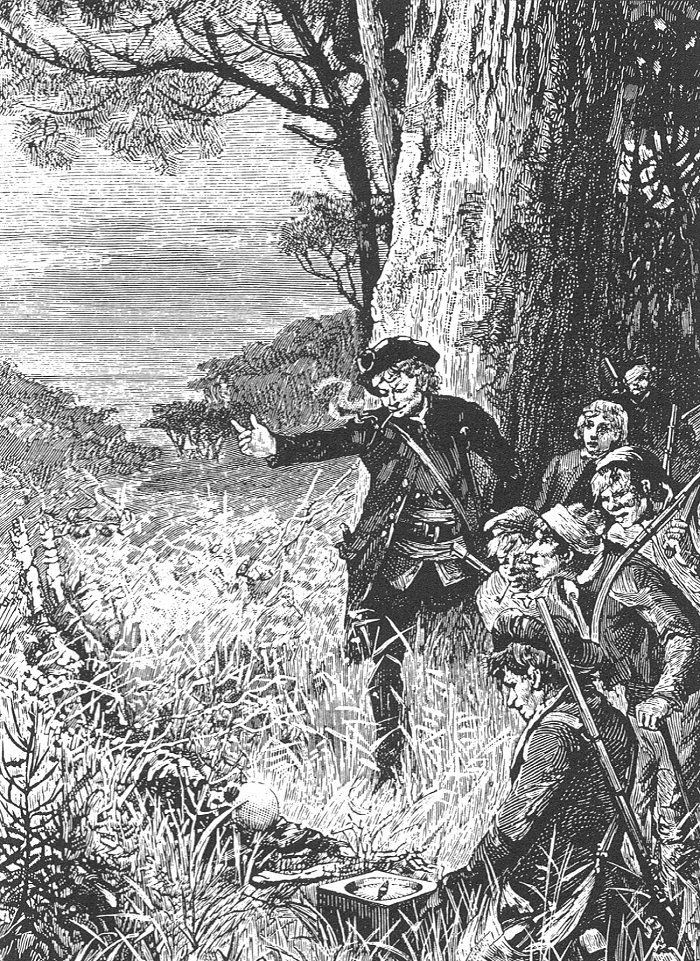
Long John Silver findet das Skelett des Matrosen Allardyce, Illustration von George Roux

## Aussehen
Vorbild für die Figur des Long John Silver soll der mit Stevenson befreundete Schriftsteller William Ernest Henley gewesen sein. Long John Silver hat ein Bein verloren und benutzt eine Holzkrücke, was ihn allerdings nicht im Geringsten bei seinen Aktionen einschränkt. In den Verfilmungen hat er jedoch oft (aus praktischen Gründen) ein Holzbein.

## Charaktereigenschaften
Wie bei vielen von Stevensons Charakteren ist auch John Silver eine zwiespältige Persönlichkeit. Vordergründig ist er ein hart arbeitender ehemaliger Seemann, der nach seiner Fahrenszeit sein Einkommen mit einer eigenen Kneipe verdient und sich jedermann gegenüber jovial, humorvoll und gönnerhaft gibt. Im Verlaufe des Romans wird jedoch immer mehr die verschlagene Seite Silvers offenbar. Nicht nur, dass er die Meuterei auf der Hispaniola organisiert, er ermordet auch ein Besatzungsmitglied, das sich der Meuterei nicht anschließen wollte, und macht den Steuermann Mr. Arrow so betrunken, dass er ihn ohne Aufsehen über Bord werfen kann. Von der ehemaligen Schiffscrew Captain Flints, die mit auf der Schatzsuche war, ist Long John Silver der Einzige, dem es gelingt, die Rückreise auf der Hispaniola anzutreten und mit einem nicht unerheblichen Teil des gefundenen Schatzes zu entkommen.
Während Silver im Original keinerlei positive Wandlung im Charakter macht (er wandelt sich eher ins Egoistische), wird er in neueren Darstellungen oftmals als eine Art Vaterfigur für den jungen Jim Hawkins beschrieben, durchaus fähig, sich um den Jungen zu sorgen und seine Gier nach Gold ihm zugunsten zu unterdrücken.

## Weitere Romane
Die Figur des Long John Silver wurde nach dem Erfolg des 1881 erschienenen Romans in weiteren Romanen erneut aufgegriffen. So veröffentlichte Artur D. Howden Smith im Jahr 1925 das Prequel Porto Bello Gold (auch unter dem Titel Das Schatzschiff erschienen). Smith orientierte sich in seinem Roman an den wenigen und nur angedeuteten Geschichten darüber, wie der Schatz auf die Insel gelangte, und verband sie zu einer zusammenhängenden Geschichte. Einen ähnlichen Versuch machte R. F. Delderfield in seinem Roman Die Piraten der Schatzinsel, in dem Jim Hawkins die Geschichte Ben Gunns, wie der Schatz auf die Insel gelangt ist, detaillierter aufschreibt. In dem Roman Die Inseln des Kapitän Flint von Louis Dufour begibt sich John Silver erneut zur Schatzinsel, um die noch dort verbliebenen Schätze zu bergen. Eine ähnliche Fortsetzung zur Schatzinsel schrieb auch John Goldsmith mit dem Titel Die Rückkehr zur Schatzinsel, welche 1986 auch verfilmt wurde. Weitere Fortsetzungsromane sind unter anderen Der Piratenkapitän von Heinrich Rosemann und Jim Hawkins und der Fluch der Schatzinsel von Francis Bryan, in denen Silver erneut eine tragende Rolle hat. Eine fiktive Autobiografie Silvers schrieb Björn Larsson 1995 mit dem Titel Long John Silver. Eine Comicserie mit dem Titel „Long John Silver“ ist ebenfalls erschienen und erzählt erneut eine fiktive Geschichte um den einbeinigen Piraten.

## Verfilmungen
In den zahlreichen Verfilmungen der Romanvorlage wurde Long John Silver unter anderem von Wallace Beery, Orson Welles, Charlton Heston, Robert Newton, Tim Curry, Jack Palance, Brian Blessed und Tobias Moretti dargestellt. Die Darstellung Robert Newtons in der 1950 gedrehten Disney Verfilmung war so überzeugend, dass man mit ihm 1954 eine Fortsetzung mit dem Titel Long John Silver’s Return to Treasure Island drehte, der im Deutschen allerdings den Titel Der Schatz der Korsaren bekam und damit keinerlei Verbindung zur Vorgängergeschichte aufwies. Parallel dazu wurde mit Newton noch eine Serie mit dem Titel The Adventures of Long John Silver gedreht. In dem Disney-Zeichentrickfilm Der Schatzplanet (der die Handlung des Romans ins Weltall verlegt) wird Silver als Cyborg dargestellt, bei dem das rechte Auge, das rechte Bein und der rechte Arm künstlich sind.
In der ZDF-Verfilmung Die Schatzinsel (1966) wurde Silver von dem englischen Schauspieler Ivor Dean gespielt. Dean trug sich nach Beendigung der Dreharbeiten mit dem Gedanken, eine Fortsetzung zu drehen, wie es einst Schauspielkollege Robert Newton tat. Durch seinen Tod (1974) wurde das Projekt jedoch erst 1986 in dem Zehnteiler Die Rückkehr zur Schatzinsel (Return to Treasure Island) nach dem Roman von John Goldsmith verwirklicht; Silver wurde darin von Brian Blessed gespielt. Im Jahr 1996 wurde eine weitere Fortsetzung des Romans gedreht mit dem Titel Jim Hawkins’ Rückkehr zur Schatzinsel mit Stig Eldred in der Rolle John Silvers. Der Film wurde als Spielfilm und als vierteilige Mini-Serie ausgestrahlt.
(Auswahl)
- Die Schatzinsel (USA, 1934), gespielt von Wallace Beery
- Die Schatzinsel (USA, 1950), gespielt von Robert Newton
- Die Banditeninsel von Karabei (USA, 1954), gespielt von Robert Newton
- Der Schatz der Korsaren (AUS, 1954), gespielt von Robert Newton
- Die Abenteuer des Langen John Silver (AUS, 1957), gespielt von Robert Newton
- Die Schatzinsel (D, F, 1966), gespielt von Ivor Dean
- Jim Hawkins’s wundersame Abenteuer (RU, 1971), gespielt von Boris Andreyev
- Die Schatzinsel (F, IT, GB, D, 1972), gespielt von Orson Welles
- Die Schatzinsel (RU, 1982), gespielt von Oleg Borisov
- Die Rückkehr zur Schatzinsel (GB, 1986), gespielt von Brian Blessed
- Der Schatz im All (IT, 1987) gespielt von Anthony Quinn
- Die Schatzinsel (GB, 1990), gespielt von Charlton Heston
- Die Rückkehr zur Schatzinsel (LUX, 1996), gespielt von Stig Eldred
- Muppets – Die Schatzinsel (USA, 1996), gespielt von Tim Curry
- Schrecken der Karibik – Die Schatzinsel (IT, 1999), gespielt von Jack Palance
- Auf der Suche nach der Schatzinsel (AUS, 2000), gespielt von Chris Baz
- Die Schatzinsel (F, 2007), gespielt von Gerard Jugnot
- Die Schatzinsel (D, 2007), gespielt von Tobias Moretti
- Black Sails (USA, 2014), gespielt von Luke Arnold

## Sonstiges
- Die US-amerikanische Fast-Food-Kette Long John Silver’s wurde nach der Romanfigur benannt
- Ein Song auf dem gleichnamigen Album Long John Silver der amerikanischen Rockband Jefferson Airplane
- Der Musiker John Lennon, nannte sich 1960 einmal scherzhaft „Long John Silver“, woraufhin der Musikmanager und Konzertveranstalter Larry Parnes, die Musiker der The Quarry Men Long John and the Silver Beetles nannte[1]
- Der Song Long John Silver der Band Schandmaul (auf dem Album Knüppel aus dem Sack) handelt von ihm
- Ironischerweise prägte John Long Silver das Image in der Popkultur, dass ein Pirat ein Holzbein und einen Papagei hat (und damit leicht zu erkennen ist). Im Roman ist Jim Hawkins bei der ersten Begegnung davon überzeugt, dass Silver kein Verbrecher sein kann, da Silver optisch so harmlos und gewöhnlich aussieht wie es in der Zeit für einen Seemann üblich war.
- Die Fluch-der-Karibik-Filmreihe ist stark vom Roman beeinflusst: Der Affe Jack wurde nach Jack Sparrow benannt, ähnlich wie der Papagei nach Captain Flint.

## Medien
- Long John Silver -- Ein Piraten-Hörspiel, Hörspiel von Johannes Steck nach dem Roman von Björn Larsson, drei CDs, Steinbach Sprechende Bücher, ISBN 3-88698-493-1
- Running Wild: Hymn of Long John Silver, ein Lied aus Running Wilds Album Ready for Boarding, Tour-Intro aus dem Jahr 1988